# Wollbach (Kander)
Der Wollbach ist ein über 8 km langer Südschwarzwald-Bach im südwestlichen Baden-Württemberg, der bei Kandern-Wollbach im Landkreis Lörrach von links und Osten in die Kander mündet. Sein offizieller rechter Oberlauf heißt Rehgraben. Der Wollbach fließt durch das nach ihm benannte Wollbachtal.

## Name
Der gleichnamige Ort Wollbach wurde im Jahr 764 als Vvalahpah erstmals urkundlich erwähnt. Das Bestimmungswort des Namens Walah hat im Althochdeutschen die Bedeutung „Romane“.

## Geographie

### Verlauf
Der Wollbach entspringt als Rehgraben am Sandelkopf, etwa 3 km östlich der Mitte des namengebenden Hauptorts der Gemeinde Kandern. Er fließt bald nach der Vereinigung seiner zwei Oberläufe Rehgraben (rechts) und Bärengraben (links) am Glasbauernhof der Gemeinde vorbei, viel weiter talabwärts dann durch deren Orte Nebenau und Wollbach, wo er kurz nacheinander die Talstraße L 134 des Kandertals und die dortige Museumsbahn unterquert. Noch am Rande des Weichbilds dieses gleichnamigen Ortes mündet er dann nach einem Lauf von 8,3 km ab der Rehgrabenquelle von links und Osten in die Kander.

### Einzugsgebiet
Der Wollbach läuft mit Schwankungen südwestlich durch das Gemeindegebiet von Kandern, er hat ein Sohlgefälle von etwa 45 ‰ und ein Einzugsgebiet von 13,0 km², das zum größeren Teil bewaldet ist. Im Westen und Norden grenzt das der Kander selbst an, sie ist hier fast überall unmittelbare Konkurrentin, nur im Nordwesten auf einem kleinen Stück deren Kanderner linker Zufluss Roter Graben. Jenseits der östlichen und südöstlichen Wasserscheide nimmt die Wiese die direkten Konkurrenten auf, nämlich nacheinander den Steinenbach, von dem der Zufluss Aubächle konkurriert, dann den Heilisaubach, den Sormattbach und den Schwarzgraben.

### Zuflüsse
Liste der Zuflüsse von der Quelle zur Mündung. Längen nach der amtlichen Gewässerkarte.
- Rehgraben, rechter Oberlauf, 3,3 km
- Bärengraben, linker Oberlauf, 1,0 km
- Eisengraben, von rechts, 0,7 km
- Munzenbach, von links, 1,4 km
- N.N, von rechts in Egerten, 0,9 km
- N.N, von links in Nebenau, 1,4 km
- Eulenlochbächle, von links am Ortsende von Nebenau, 2,5 km
- Steinbüchslegraben, von links in Wollbach, 0,4 km